# Helga þáttr Þórissonar
Helga þáttr Þórissonar er en tott (norrønt: þáttr) i form af en fornaldersaga der findes i Ólafs saga Tryggvasonar i Flatøbogen.
Den omhandler et par magiske drikkehorn, og et forsøg på at skade den kristne Olav Tryggvason.

## Plot
På vej hjem fra en handelsrejse til Finmark med sin bror, farer Helgi Þórisson vild i den tågede skov og møder Ingibjörg, der er datter af kong Godmund af Glæsisvellir og hendes følge af 11 kvinder, der alle bærer rødt og ridder på røde heste. Han sover med hende i tre nætter, og som afskedsgave give hun ham et kiste fuld af guld og en anden fyldt med sølv. Hun advarer ham dog om, at han ikke må fortælle nogen, hvor han har fået kisterne fra. Da han kommer hjem til Norge, hvor hans brødre bor edm deres far, Þórir, nær Oslofjorden, bruger Helgi nogle af sine penge på at dekorere sin broders skib, og gemmer resten i den drageudskårne bov. Den følgende jul er brødrene bange for deres skib, da en stor storm nærmer sig. Da Helgi kigger til skibet bliver han bortført af to mænd, der pludseligt dukker op. Þórir informere kong Olav Tryggvason om det.
Den ottende juledag det følgende år er kongen og hans hof i Alreksstaðir, hvor tre mænd kommer ind i hallen. Den ene er Helgi; de andre kalder begge sig selv for Grim, og de siger at de er blevet sendt af kong Godmund, for at overdrage to mageløse drikkehorn, der også hedder Grim, som et tegn på hans respekt og håb om venskab. Kong Olav betragter dem som endnu bedre en de to drikkehorn som han allerede har, og som kaldes Hyrning. Han får dem fyldt med øl og velsignet af en biskop. Da de bliver bragt til de to fremmede, og de opdager at hornene er blevet velsignede spilder de øllen slukker lysene og forlader hallen i mørket. Da lyset bliver tændt igen er de tre mænd væk, og tre af Olavs mænd er døde med de to horn ved siden af sig. Kongen siger, at han har hørt at kong Godmund er en farlig troldmand, og beordrer at hornene bliver beholdt og brugt.
Efter endnu et år er det atter den ottende juledag, og under en messe, hvor Olav deltager, kommer to mænd ind i kirken og efterlader et tredje, som de refererer til som et skelet. Det er Helgi, der nu er blind. Han fortæller kong Olav at Grimbrødrene havde forsøgt at snyde og skade kongen på kong Godmunds ordre, men at det ikke kunne lade sig gøre på grund af velsignelsen, og at kong Godmund nu havde ladet ham gå som følge af Olvas bønner. Ingebjörg havde følt sig utilpas ved at røre ham. Selvom Helgi havde været gladere i kong Godmunds hof end noget andet sted, havde Ingibjörg prikket hans øjne ud ved deres afsked, og havde sagt at kvinderne i Norge ikke længere ville have meget glæde af ham. Han forbliver i Olavs hof resten af sit liv. nærmere bestemt ét år, og kongen har de to drikkehorn med da han dør under Slaget ved Svold.

## Litterær kontekst
Totten antages at have eksisteret i den kilde som Jón Þórðarson brugte til at samle Flatøbogen.
Som andre fornaldersager og totter skal teksten ses i konteksten af en europæisk ballade og romance. Den er blevet sammenlignet med balladen "Thomas the Rhymer", og er tilsyneladende påvirket af Marie de Frances lai Lanval, enten direkte fra fransk eller via den norske oversættelse, Januals ljóð. Som andre fornaldersagaer kombinere fortællingen afsidesliggende opdigtede steder, i dette tilfælde Glæsisvellir, med eksisterende steder; beskrivelsen af omegnen omkring Alreksstaðir indikerer at forfatteren har haft lokalkendskab.
Den er også blevet klassificeret som en konverterings tott, en af dem som behandler kristendommens indførelse i Norden eller med kontrasten mellem den kristne periode og tiden med nordisk religion.. Godmund, hvis karakteristika varier i forskellige norrøne værker, er her "den dydige kristne kong Olavs fjende".

## Yderligere læsning
- "Helgi Thorisson's Story". Tr. Hermann Pálsson og Paul Edwards i: Gautrek's Saga and Other Medieval Tales. London: University of London / New York: New York University, 1968. OCLC 492515865
- "Helgi Thorisson". Tr. Hermann Pálsson og Paul Edwards i: Seven Viking Romances. Penguin Classics. Harmondsworth, Middlesex / New York: Penguin, 1985. ISBN 978-0-14-044474-2. pp. 276–81 (revised version of above)
- Liliana Poppandova. "Norna-Gests Þáttr, Helga Þáttr þórissonar, Sörla Þáttr und Þorsteins Þáttr skelks im Kontext der Óláfs saga Tryggvasonar en mesta". Master's thesis, Goethe University Frankfurt, 2007. OCLC 611673589 (tysk)